# Odsherredsbanen
Odsherredsbanen, tidligere Odsherreds Jernbane, er en dansk lokalbane mellem Holbæk og Nykøbing Sjælland.

## Historie
En jernbane fra Nykøbing til Holbæk var punkt 1 i den store jernbanelov fra 1894. Samme lov gav hjemmel til at anlægge en havnebane i Holbæk.
Jernbanen blev etableret for at styrke udviklingen i Odsherred efter inddæmningen af Lammefjorden. Strækningen var oprindelig planlagt, så der i hver af de sognekommuner, der tog del i finansieringen, var en station eller et trinbræt.
6. maj 1896 fik Holbæk Amtsråd koncession på banen, og året efter gik anlægsarbejdet i gang. Banen blev åbnet 18. maj 1899 og blev drevet af selskabet Odsherreds Jernbane (OHJ).

### Fusioner
OHJ drev banen frem til maj 2003, hvor den blev fusioneret med Høng-Tølløse Jernbane til Vestsjællands Lokalbaner med hovedsæde i Holbæk. I denne sammenhæng benævntes Odsherredsbanen "Den nordlige jernbanestrækning", mens Tølløsebanen benævntes "Den sydlige jernbanestrækning".
Fra 1. januar 2009 blev driften varetaget af Regionstog A/S, der 1. juli 2015 indgik i Lokaltog.

## Trafik
I 2008 udskiftedes banen de 33 år gamle Y-tog med nye, moderne togsæt af typen Coradia LINT 41, som pr. 2018 er den primære togtype på strækningen. Nogle afgange gennemføres også med de lidt ældre IC2-tog. Der er generelt halvtimesdrift på strækningen i hverdage, og timedrift i weekender.
Banen har årligt omkring 1.100.000 passagerer og er dermed blandt de mest trafikerede lokalbaner i Danmark.

## Standsningssteder
- Holbæk - forbindelse med København og Kalundborg med Nordvestbanen
- Stenhus
- Ny Hagested (kun timedrift, resten af strækningen har på hverdage tog hver halve time i dagtimerne)
- Gislinge
- Svinninge
- Hørve, hvor der 1919-56 forbindelse med Hørve-Værslev Jernbane
- Fårevejle
- Asnæs
- Grevinge
- Vig
- Nørre Asmindrup
- Sommerland Sjælland (betjenes kun på åbningsdage)
- Højby
- Nyled
- Nykøbing Sjælland

Samtlige stationsbygninger er tegnet af Heinrich Wenck.